# Esko Aho

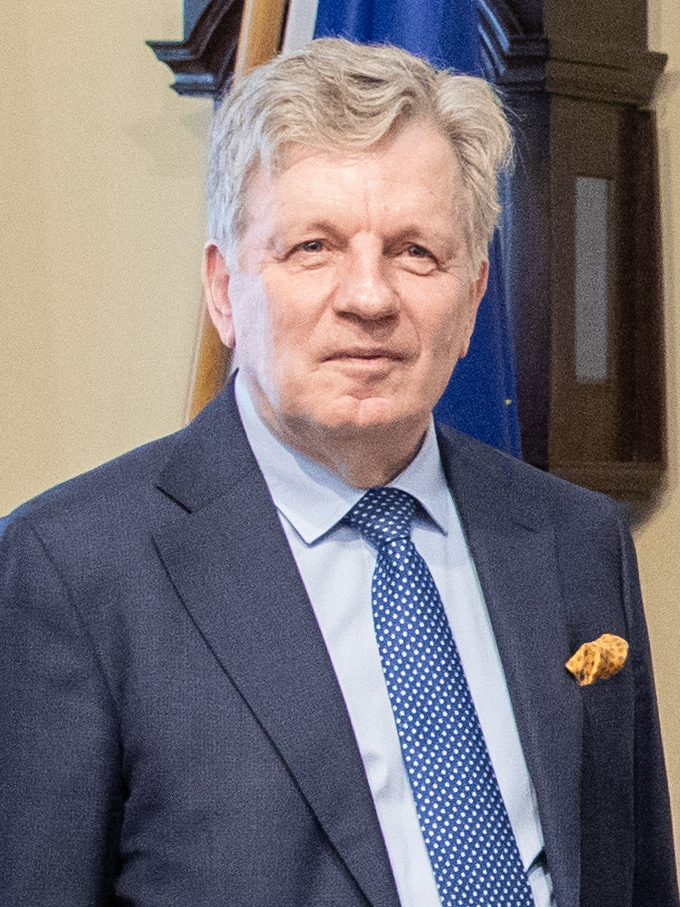
Esko Aho (2022)

Esko Tapani Aho [ˈɛskɔ ˈɑhɔ] (* 20. Mai 1954 in Veteli/Finnland) ist ein finnischer Politiker und als Ministerpräsident (1991–1995) ehemaliger Regierungschef von Finnland.
Aho besitzt einen Master of Social Science-Abschluss der Universität Helsinki und war ab 1983 Parlamentsmitglied. Von 1990 bis 2000 fungierte er als Vorsitzender der Finnischen Zentrumspartei, einer der drei großen politischen Parteien. Er ist dafür bekannt, Finnland als Ministerpräsident in die Europäische Union geführt zu haben.
Von 1994 bis 2002 war er Vize-Präsident der Liberalen Internationale, von 1996 bis 2000 Präsident des finnischen Skiverbandes Suomen Hiihtoliitto und von 1997 bis 2000 Vize-Präsident des Finnischen Olympischen Komitees.
Anfang 2000 bewarb er sich um das Amt des Präsidenten der Republik Finnland unterlag aber in der Stichwahl der damaligen sozialdemokratischen Außenministerin Tarja Halonen. Daraufhin zog sich Aho aus der aktiven Politik zurück. Er ließ sich zunächst für ein Jahr von allen Parteiämtern freistellen, um an der Harvard-Universität Vorlesungen zu halten.
In den folgenden Jahren arbeitete Aho als privater Berater. 2004 wurde er zum Präsidenten des Finnish Innovation Fund SITRA ernannt. Bei Fortum ist er seit 2006 Mitglied des Aufsichtsrats. Ab 2007 war er Aufsichtsratsmitglied der von der russischen Regierung 2006 ins Leben gerufenen Russian Venture Company (RVC).
Esko Aho trat im Januar 2009 beim Telekommunikationskonzern Nokia als Executive Vice President, Corporate Relations and Responsibility die Nachfolge von Veli Sundbäck an und hatte diese Position bis Mai 2012 inne. Seit 2009 ist er zudem Vize-Präsident des Bundes der Finnischen Technologie-Industrie (Teknologiateollisuus ry).
Aho wurde im Jahr 2016 Mitglied des Verwaltungsrates der russischen Sberbank. Er trat im Februar 2022 nach dem russischen Überfall auf die Ukraine zurück.